# Retable de sainte Catherine (Pise)
Le Retable de sainte Catherine est un retable a tempera et or sur bois, probablement réalisé vers 1225-1250 par un artiste pisan (son attribution restant débattue), d'après un modèle byzantin identifié comme étant l'icône de même sujet située au Monastère Sainte-Catherine du Mont Sinaï. Il s'agit d'une des plus anciennes représentations occidentales d'un saint entouré d'épisodes de sa vie. 
Ce retable témoigne surtout des échanges culturels entre le monde byzantin et le monde occidental, - plus précisément entre le Mont Sinaï, lieu de pèlerinage, et Pise, alors capitale économique de la Toscane - à l'origine de la peinture dite « peinture italo-byzantine ».

## Origine
Provenant de l'église San Silvestro de Pise, l’œuvre est entrée dans les collections du Musée national San Matteo à la fin du XIXe siècle. Sur l'emplacement d'origine de l’œuvre, les critiques sont cependant partagés entre les deux églises pisanes de Santa Caterina et de San Silvestro.
La critique penchant pour la première hypothèse (Krüger 1992; Belting 2001) s'appuie évidemment sur le patronage de l'église, mais surtout sur le témoignage des Vite (1568) de Vasari : dans la Vie de Margaritone Aretino, décrivant l'église Santa Caterina, Vasari affirme que « dans le transept [de l’église] se trouvait, surélevé sur un autel, un panneau figurant sainte Catherine et plusieurs histoires de sa vie avec de petits personnages. » Le panneau aurait ensuite été transporté dans l’église San Silvestro. 
Mais il existe une tradition, relatée notamment par Arrosti chroniqueur pisan du XVIIe siècle, selon laquelle au moment des vêpres du 23 septembre 1235, une icône de la sainte serait apparue sur l'Arno près du Ponte della Spina. La légende ajoute que si l'archevêque aurait alors échoué à la saisir, le prieur de San Silvestro, aidé de deux taureaux, aurait lui réussi à la transporter dans son église (Da Morrona, 1812). Suivant cette tradition, une partie de la critique (Bacci 2000) estime donc que le panneau viendrait directement de San Silvestro, église où le culte de la sainte est attesté dès la fin du Duecento. 

## Iconographie
Il s'agit d'une des plus anciennes représentations occidentales d'un saint entouré d'épisodes de sa vie. Au centre, sainte Catherine d'Alexandrie est représentée portant robe et couronne royale, la main gauche ouverte et la main droite tenant la croix. Elle est flanquée de huit épisodes de sa vie, organisés en un récit qui se déroule de haut en bas et de gauche à droite, certains explicités par une légende plus ou moins lisible :
- la profession de foi devant le proconsul,
- le différend avec les philosophes,
- la sainte en prison,
- la sentence,
- l'ange libérant la sainte lors de son martyre,
- sa décapitation,
- son enterrement,
- sa translation par les anges d'Alexandrie au mont Sinaï.

Cette iconographie - un saint entourée de scènes de sa vie - est clairement d'origine byzantine, utilisée lors des célébrations du saint pour illustrer son éloge. À noter que le panneau de Pise a lui-même servi chaque année à la commémoration de la sainte jusqu'en 1319. 
Le retable de Pise s'inspire d'ailleurs manifestement d'une icône de sainte Catherine datant elle aussi du XIIIe siècle, conservée au monastère du mont Sinaï,. 
Les similitudes entre les deux images sont nombreuses. Dans les deux représentations, sainte Catherine figure de plain-pied, hiératique et frontale, représentée comme une reine. Dans les deux cas, elle tient la croix  dans sa main droite, tout en tenant sa main gauche la paume tournée vers l'extérieur. Un autre indice de l'influence byzantine est l'utilisation du terme "Ecaterina" qui provient directement du grec (Αικατερίνα). Enfin, la seule différence majeure concerne les scènes de sa vie : alors que le cycle du panneau du Sinaï se termine par la mort de Catherine, la version pisane préfère le thème de la translation du corps de la sainte au Mont Sinaï, la reliant ainsi explicitement au monastère, ce qui n'avait pas lieu d'être pour le panneau byzantin. 
Ce panneau témoigne ainsi de la transmission de la culture byzantine à l'Occident latin, l'Italie en particulier, à l'époque byzantine tardive et souligne le rôle crucial que le monastère de Sainte-Catherine au Sinaï a joué dans cet échange. Durant tout le XIIIe siècle, ce monastère est une destination populaire pour les pèlerins occidentaux, ainsi que ceux de terres orthodoxes et islamiques, et par conséquent il était devenu un centre important pour les contacts interculturels.

## Attribution
L'élégance graphique, son style essentiellement berlinghiesque, les forts contrastes lumineux ont récemment amené la critique à l'attribuer au Maître de Calci, dernière attribution d'une longue série : 
- à un maître pisan du XIIe siècle [sic] (Supino 1894[10]; Bellini Pietri 1906[11])
- à Enrico di Tedice (Sirén 1914[12]; Vigni 1950[13])
- à un atelier byzantin (Roberto Longhi 1948[14])
- à un peintre pisan actif vers 1250-1260 (E. B. Garrison 1949[15])
- au Maître de Vico l'Abate (Coletti 1941[16])
- à un peintre florentin proche (Ragghianti 1955[17]; Enzo Carli 1958[18])
- au Maître de Calci (Carletti 2005[8])